# کای-اوه فون هاسل
کای-اوه فون هاسل (آلمانی: Kai-Uwe von Hassel؛ ۲۱ آوریل ۱۹۱۳ – ۸ مهٔ ۱۹۹۷) یک سیاست‌مدار آلمانی از ایالت شلسویگ-هولشتاین بود و عضو اتحادیه دموکرات مسیحی آلمان بود. او از سال ۱۹۴ تا ۱۹۶۳ فرماندار ایالت شلسویگ-هولشتاین، از ۱۹۶۳ تا ۱۹۶۶ وزیر دفاع، از ۱۹۶۶ تا ۶۹ وزیر جنگ و از ۱۹۶۹ تا ۷۲ رئیس پارلمان آلمان غربی، بوندستاگ بود.